# Walter Smerling
Walter Smerling (* 1958) lebt in Bonn, ist Kulturmanager. Als Vorsitzender des Stiftung für Kunst und Kultur e.V. Bonn ist er zugleich Gründungsdirektor des vom Verein betriebenen Museum Küppersmühle für Moderne Kunst in Duisburg und künstlerischer Leiter der eng mit dem Verein vernetzten Salzburg Foundation.
Smerling wurde im Rahmen seiner Arbeit wiederholt der Vorwurf gemacht, seine Projekte seien intransparent und bedienten sich öffentlicher Mittel, um den Marktwert von Künstlern aus seinem Umfeld zu steigern.

## Leben
Smerling machte eine Ausbildung zum Bankkaufmann, studierte vier Semester Betriebswirtschaftslehre und Kunstgeschichte und absolvierte ein TV-Volontariat beim SWF. Er war Autor, Regisseur und Moderator von TV-Filmen, mit dem Schwerpunkt Kunst und Kultur. 1986 gründete er den Verein Stiftung für Kunst und Kultur, seit 1999 ist er Direktor des von diesem Verein betriebenen Museum Küppersmühle für Moderne Kunst. Die von ihm organisierten Ausstellungen werden vorrangig durch Großsponsoren finanziert.
Als künstlerischer Leiter der Salzburg Foundation entwickelte er den „Walk of Modern Art“ und setzte ihn von 2002 bis 2011 mit 12 weiteren Künstlern in Salzburg um.
Seit 2017 ist er Kuratoriumsmitglied des Freundeskreises Yad Vashem. Er ist Honorar-Professor für Kunst- und Kulturvermittlung an der Universität Witten/Herdecke.

## Kontroversen

### 2012: Anselm Kiefer-Ausstellung in Bonn
Zum 20-jährigen Jubiläum der Kunsthalle Bonn 2012 wurde Smerling vom damaligen Intendanten, Robert Fleck, eingeladen, eine Anselm-Kiefer-Ausstellung zu kuratieren. Die Kritik entfachte sich daran, dass Smerling für die staatlich finanzierte Ausstellung ausschließlich auf Werke aus der Sammlung des Unternehmers Hans Grothe zurückgriff. Dieser hatte große Teile seiner Sammlung an die Familie Ströher für ihr privates Museum Küppersmühle, dessen Direktor Smerling ist, verkauft. Grothes Sammlung war im Bonner Kunstmuseum, das seine Kollektion gepflegt und dessen Wert gesteigert hatte, zu sehen. Entgegen dem Versprechen der dauerhaften Leihgabe wurde die Sammlung dem Museum schließlich entzogen. Die Beziehungen zwischen dem Kunstsammler Hans Grothe, der Familie Ströher, Smerling und dem Kunstmuseum Bonn beschrieb Niklas Maak in der FAZ folgendermaßen: „Das Museum hatte er [Grothe] als wertsteigernden Durchlauferhitzer missbraucht. Schließlich verkaufte er große Teile seiner Sammlung an die Familie Ströher, mit der Auflage, sie im Kunstmuseum zu belassen. Doch die Ströhers schafften es, sie dort bald abzuziehen – ins private Museum Küppersmühle, dessen Direktor Smerling wurde.“

### 2021: Kunsthalle Berlin
Das Projekt Smerlings, eine Kunsthalle in Berlin, zu etablieren, konzentriert sich auf das Gebäude des Flughafen Tempelhof. Hier fand 2021 die Gruppenausstellung Diversity United statt. In Anschluss daran gewährte der Berliner Senat dem Verein Stiftung für Kunst und Kultur e.V. Bonn die Nutzung des Flughafens Tempelhofs für weitere zwei Jahre. Das Projekt bezeichnen die Veranstalter als Kunsthalle Berlin. Im Januar 2022 erschienen erste kritische Medienberichte hierzu. Die Kritik richtete sich vor allem dagegen, dass der Leiter der Kunsthalle im Flughafen Tempelhof, Smerling, gleichzeitig Gründer des Vereins Stiftung für Kunst und Kultur ist. Obwohl es nichts Ungewöhnliches sei, so Niklas Maak in der Frankfurter Allgemeinen Zeitung, dass private Geldgeber und Stiftungen öffentlichkeitswirksame Ausstellungshäuser betrieben, so würde Smerling ein unverhältnismäßig großer Platz eingeräumt. Smerlings Ausstellung Diversity United hatte bereits Kritik hervorgerufen. Diese Kritik bezog sich vor allem auf Smerlings bisherige Aktivitäten. Diese hatten Anlass zur Vermutung gegeben, Smerlings Engagement für Ausstellungen in Museen sei darin motiviert, den Marktwert der Kunst zu steigern, die ihm und seinen Geschäftspartnern nahe stehe.
Im Februar kam zu der bereits bestehenden Kontroverse ein weiterer Aspekt hinzu: Bei diesem Fall von Public-Private-Partnership sei es nicht so, dass aus privater Hand groß Beträge zu einem öffentlichen Vorhaben beigesteuert würden. Vielmehr würde der Berliner Senat bei der kostenfreien Vermietung der Räume im Flughafen Tempelhof unverhältnismäßig viel belastet werden. Die FAZ benannte die voraussichtlichen Betriebskosten mit rund 100.000 € pro Monat, was bei einer Laufzeit von zwei Jahren einen Gesamtbetrag 2,4 Millionen Euro allein für Betriebskosten bedeuten würde. Für die zwei Jahre, für die die Kunsthalle vorerst laufen soll, übernimmt der Berliner Senat die Hälfte der Betriebskosten, geschätzte 50.000 € pro Monat. Der Berliner Senat übernehme davon die Hälfte, so Maak in der FAZ. Brigitte Wernerburg in der TAZ: „In der Berlinischen Galerie, dem massiv unter Geldmangel leidenden Landesmuseum, werden sie große Augen machen angesichts dieser insgesamt 2,4 Millionen für die zwei Jahre, in denen Smerling und sein Immobilienfreund die Hangars mietfrei zur Verfügung gestellt werden.“ Diese Ausgaben wären nicht transparent kommuniziert worden, so Wernerburg. Nach dieser Kritik werden seit Anfang 2022 die Betriebskosten vollständig privat getragen.
Die Künstlerin Candice Breitz rief dazu auf, die Kunsthalle im Flughafen Tempelhof zu boykottieren. Der bekannte Fotograf Tobias Zielony beteiligte sich gleich zu Beginn des Boykottaufrufs.
Die Ausstellung zu Bernar Venet in der Kunsthalle endete am 30. Mai 2022. Weitere Ausstellungen soll es hier nicht mehr geben.

### 2021:Diversity United
Die Einbindung von großen Konzernen bei vorherigen Ausstellungen und Wladimir Putin bei Diversity United war ein weiterer Kritikpunkt an Smerlings Engagement. Zudem seien bei Diversity United den beteiligen Kunstschaffenden keine Honorare bei gezahlt worden. Dies lag daran, dass die Ausstellung durch Bundesmittel finanziert war, die ihrerseits nicht an eine Auszahlung von Honoraren an die Kunstschaffenden gebunden waren. Die Bedingung, dass bei öffentlich geförderten Ausstellungen auch Honorare an die Kunstschaffenden gezahlt werden, treffe nur auf Landesmittel zu, die das Land Berlin selbst beisteuere.
So zogen zahlreiche Künstler ihre Arbeiten von der von Smerling kuratierten und unter der Schirmherrschaft von Frank-Walter Steinmeier, Wladimir Putin und Emmanuel Macron getragenen Wanderausstellung, Diversity United, die in Berlin (2021) in den Räumen der jetzigen Smerling’schen Kunsthalle und in Moskau (2022) in der New Tretyakov Gallery stattfand, zurück. Mit dem russischen Angriff auf die Ukraine 2022 folgten weitere Künstler und Steinmeier trat von seiner Schirmherrschaft zurück. Laut dpa gelang es Smerling und seinem privaten Verein Stiftung für Kunst und Kultur nicht, die Ausstellung in Russland früher zu beenden. Die geplante Station der Ausstellung in Paris wurde abgesagt.

### 2023:Station to Station
Im Rahmen der Kunst- und Konzertreihe Station to Station, die auf Initiative des Bundesministeriums für Digitales und Verkehr in Zusammenarbeit mit der DB umgesetzt wird, realisiert die von Smerling geleitete Stiftung für Kunst und Kultur e.V. mit Smerling als Kurator den Bereich der Bildenden Kunst. Dabei sollen Skulpturen (u. a. von Bettina Pousttchi, Andreas Schmitten und Emil Walde) an Bahnhöfen aufgestellt werden, die mindestens 10 Jahre vor Ort verbleiben.
Bereits kurz vor Start des Projektes wurde kritisiert, dass es nicht zu einem Wettbewerb in Form einer Ausschreibung kam, obwohl das Projekt mit öffentlichen Mitteln bestritten wird. Die Deutsche Bahn rechtfertigte sich damit, dass aufgrund „der Einmaligkeit und Urheberschaft der Idee [...] ein Wettbewerb um das beste Konzept in Form einer Ausschreibung“ entfallen sei. Aufgrund dessen protestierte der Berufsverband Berliner Künstler*innen, kritisierte darüber hinaus die Intransparenz des gesamten Verfahrens und formulierte aufgrund vorhergehender Kontroversen um Smerling die Befürchtung, dass „öffentliche Mittel [...] zur Wertsteigerung von Künstler*innen aus dem Dunstkreis von Smerling eingesetzt“ würden.

## Ehrungen
- Verdienstorden des Landes Nordrhein-Westfalen (2020)[25]
- Ehrenzeichen des Landes Salzburg (2021)[3]

## Schriften (Auswahl)
als Autor
- inside // outside: Innenraum und Ausblick in der zeitgenössischen deutschen Fotografie. Wienand, Köln 2008, ISBN 978-3-87909-970-2.

als Herausgeber
- Grenzenlos – Zeitgenössische Kunst im Exil, Bonn 1997